# Alan Wheat
Alan Dupree Wheat (ur. 16 października 1951 w San Antonio) – amerykański polityk, członek Partii Demokratycznej.

## Działalność polityczna
Od 1977 zasiadał w stanowej Izbie Reprezentantów Missouri, a następnie od 3 stycznia 1983 do 3 stycznia 1995 przez sześć kadencji był przedstawicielem 5. okręgu wyborczego w stanie Missouri w Izbie Reprezentantów Stanów Zjednoczonych.